# La Croisière s'empeste
 (juillet 2020).
Pour plus de détails, voir Fiche technique et Distribution.
La Croisière s'empeste (Who Scent You? en anglais) est un cartoon américain Looney Tunes de 1960 réalisé par Chuck Jones mettant en scène Pépé le putois. 